# マコ!愛してるゥ
『マコ!愛してるゥ』（マコ!あいしてるゥ）は、1967年4月5日から同年9月27日まで、TBS系列にて放映されたテレビドラマ。

## 概要・ストーリー
結婚を控えたマコは、新郎・ジローの待つ結婚式場へ向かう途中で交通事故に遭い死亡、霊界に召された。しかしマコは神様の手違いにより人違いで霊界へ連れて来られたことが分かり、一年間の執行猶予付きで再び現世に戻され、無事結婚式を挙げることが出来た。しかし、その執行猶予には一年の間にどちらかが浮気をすれば、マコは再び霊界に戻されるなどという条件があった。そんなことから、霊界の監視人「307号」は、あの手この手を使ってジローを浮気に誘おうと企み、マコはこれを必死に止めようとする。マコ・ジローと霊界の監視人との奇妙な三角関係を中心に描いて行く。
ゲストとして笠置シヅ子（第5回）、榎本健一（最終回）の他、スポーツ界からも当時東映フライヤーズのエースだった尾崎行雄（第3話）、1964年東京オリンピックバレーボール女子金メダリストの寺山恵美子（旧姓・宮本恵美子）（第7話）らも出演するなど豪華な顔ぶれが出演している。本番組はプロ野球ナイター中継の枠（当時の枠は20:00 - 21:26）にもなっていたため、6ヶ月間で全12話というイレギュラー放送だった。
- 本作は東映チャンネルでもこれまでに第1話も放映されていないため、フィルムの現存・保存状況は不明である。第1話の主題歌入りオープニング映像は東映ビデオから1998年に発売されたVHS・LD「東映TVドラマ主題歌大全集2」に収録されており、2002年5月18日発売のDVD「東映TV特撮主題歌大全集 Vol.1」にも当該映像が収録されている。

- 上記以外の全12話分本編のDVD・ブルーレイの発売はされていない。

## 放映データ
- 放映期間：1967年4月5日〜1967年9月27日
- 放映曜日・放映時間帯：毎週水曜日21時〜21時30分
- 放映話数：全12話
- 放映形式：モノクロ16mmフィルム

### スタッフ
- 企画：泊懋
- 脚本・潤色：瀬川昌治、池上金男、佐藤純彌、山内泰雄、七条門、江口隆彦、柳沢類寿、若井基成、野上竜雄
- 監督：渡邊祐介、降旗康男、鷹森立一、山田稔、山内柏
- 助監督：山内柏 他
- 音楽：河辺公一
- 撮影：坪井誠
- 録音：北條照二
- 照明：森沢淑明
- 美術：藤本尚武
- 編集：菅野順吉
- 記録：大久保科子 他
- 合成：星野行彦
- 進行主任：松野幹朗
- 現像：東映化学工業
- 制作：東映東京制作所、TBS

### 主題歌
- オープニングテーマ：『マコ!愛してるゥ』 唄：緑魔子、バーブ佐竹、ロイヤル・ナイツ
  - 作詞：長沢ロー、作曲：シナ・トラオ、編曲：大沢保郎・バーブ音楽出版
- 主題歌は放送当時レコード等で音盤化されず『緑 魔子 ■ アーリー・イヤーズ〜シングル・コンピレーション＋』（2004年11月21日）で初CD化された[† 1]が、その際の曲名は『ウーン愛してる』[2][3][† 2]。

CD化に際し東映に当時の音源マスターが現存しておらず、2002年発売のオムニバスDVDに音声として収録されたサウンドトラック音源を使用し、改めてデジタルリマスターされた。

## キャスト
- 緑魔子 （マコ）
- 沢本忠雄 （ジロー）
- E・H・エリック （霊界の監視人・307号氏）
- 弓恵子
- 十朱久雄
- 世志凡太
- バーブ佐竹
- 裕圭子
- 片山由美子
他
- ナレーター：若山弦蔵

## 放映リスト
| 回数 | 放送日       | サブタイトル           | 脚本               | 監督     | ゲスト                             |
| ---- | ------------ | ---------------------- | ------------------ | -------- | ---------------------------------- |
| 1    | 1967年4月5日 | 今晩はユーレイです     | 瀬川昌治           | 渡邊祐介 | 南風夕子、金井大                   |
| 2    | 4月19日      | ミルクに愛をこめて     | 池上金男           | 渡邊祐介 | 国景子、須賀良                     |
| 3    | 5月3日       | 赤ちゃんはダメよ       | 佐藤純彌、山内泰雄 | 降旗康男 | 尾崎行雄、城野ゆき、小瀬朗、須賀良 |
| 4    | 5月17日      | 混線夫婦               | 佐藤純彌、山内泰雄 | 鷹森立一 | 宮園純子、石井富子、小瀬朗         |
| 5    | 5月24日      | 何とかしてくれ!        | 渡邊祐介           | 渡邊祐介 | 笠置シヅ子                         |
| 6    | 5月31日      | F307号は二度死ぬ       | 池上金男、七条門   | 鷹森立一 | 南風夕子                           |
| 7    | 6月28日      | 愛の回転レシーブ       | 江口隆彦、山田稔   | 山田稔   | 寺山恵美子                         |
| 8    | 7月5日       | 賞金は一万ドル         | 柳沢類寿           | 渡邊祐介 | 滝瑛子                             |
| 9    | 8月9日       | 女は靴下よりも強し     | 佐藤純彌、山内泰雄 | 山内柏   | 関千恵子                           |
| 10   | 8月16日      | 奥さまはユーレイ?      | 若井基成           | 山田稔   | 後藤ルミ子                         |
| 11   | 9月13日      | タイツの女に手を出すな | 野上竜雄           | 降旗康男 | 霧立はるみ                         |
| 12   | 9月27日      | ハネムーンをもう一度   |                    | 山内柏   | 榎本健一、大川栄子                 |